# Liste der Flughäfen in Vietnam
Im Folgenden ist eine nach Typ gruppierte Liste der Flughäfen in Vietnam aufgeführt.
| Name des Flughafens                              | Name (englisch/vietnamesisch)                                   | ICAO | IATA |  |
| ------------------------------------------------ | --------------------------------------------------------------- | ---- | ---- |  |
|                                                  |                                                                 |      |      |  |
| Internationale Flughäfen                         |                                                                 |      |      |  |
| Flughafen Cần Thơ                                | Can Tho International Airport Sân bay Quốc tế Cần Thơ           | VVCT | VCA  |  |
| Flughafen Chu Lai                                | Chu Lai International Airport Sân bay Quốc tế Chu Lai           | VVCA | VCL  |  |
| Flughafen Lien Khuong                            | Lien Khuong International Airport Sân bay Liên Khương           | VVDL | DLI  |  |
| Flughafen Da Nang                                | Da Nang International Airport Sân bay Quốc tế Đà Nẵng           | VVDN | DAD  |  |
| Flughafen Hai Phong                              | Cat Bi International Airport Sân bay Quốc tế Cát Bi             | VVCI | HPH  |  |
| Flughafen Hanoi                                  | Noi Bai International Airport Sân bay quốc tế Nội Bài           | VVNB | HAN  |  |
| Flughafen Ho-Chi-Minh-Stadt                      | Tan Son Nhat International Airport Sân bay quốc tế Tân Sơn Nhất | VVTS | SGN  |  |
| Flughafen Ho Chi Minh Stadt-Long Thanh (geplant) | Long Thanh International Airport Sân bay Quốc tế Long Thành     | VVLT |      |  |
| Flughafen Phu Bai                                | Phu Bai International Airport Sân bay Quốc tế Phú Bài           | VVPB | HUI  |  |
| Flughafen Cam Ranh                               | Cam Ranh International Airport Sân bay quốc tế Cam Ranh         | VVCR | CXR  |  |
| Flughafen Phu Quoc-International                 | Phu Quoc International Airport Sân bay quốc tế Phú Quốc         | VVPQ | PQC  |  |
| Flughafen Quang Ninh                             | Quang Ninh International Airport Sân bay quốc tế Quảng Ninh     | VVVD | VDO  |  |
| Inlands-Flughäfen                                |                                                                 |      |      |  |
| Flughafen Buon Ma Thuot                          | Buon Ma Thuot Airport Sân bay Buôn Ma Thuột                     | VVBM | BMV  |  |
| Flughafen Ca Mau                                 | Ca Mau Airport Sân bay Cà Mau                                   | VVCM | CAH  |  |
| Flughafen Con Dao                                | Con Dao Airport Sân bay Côn Đảo                                 | VVCS | VCS  |  |
| Flughafen Cam Ly                                 | Cam Ly Airport Sân bay Cam Ly                                   | VVCL |      |  |
| Flughafen Điện Biên Phủ                          | Điện Biên Phủ Airport Sân Bay Điện Biên Phủ                     | VVDB | DIN  |  |
| Flughafen Dong Hoi                               | Dong Hoi Airport Sân bay Đồng Hới                               | VVDH | VDH  |  |
| Flughafen Kien An                                | Kien An Airport Cảng hàng không Kien An                         | VVO3 | VDH  |  |
| Flughafen Phu Quoc (Flughafen Duong Dong)        | Phu Quoc Airport Sân bay Phú Quốc                               | VVPQ | PQC  |  |
| Flughafen Pleiku                                 | Pleiku Airport Sân bay Pleiku                                   | VVPK | PXU  |  |
| Flughafen Phu Cat                                | Phu Cat Airport Sân bay Phù Cát                                 | VVPC | UIH  |  |
| Flughafen Rach Gia                               | Rach Gia Airport Sân bay Rạch Giá                               | VVRG | VKG  |  |
| Flughafen Nà Sản                                 | Nà Sản Airport Sân Bay Nà Sản                                   | VVNS | SQH  |  |
| Flughafen Sao Vàng (Flughafen Tho Xuan)          | Sao Vang Airport Sân bay Sao Vàng                               | VVTX | THD  |  |
| Flughafen Dong Tac                               | Dong Tac Airport Sân bay Đông Tác                               | VVTH | TBB  |  |
| Flughafen Vinh                                   | Vinh Airport Sân bay quốc tế Vinh                               | VVVH | VII  |  |
| Flughafen Vung Tau                               | Vung Tau Airport Sân bay Vũng Tàu                               | VVVT | VTG  |  |
| Militär-Flugplätze                               |                                                                 |      |      |  |
| Militärflugplatz Kep                             |                                                                 | VVKP |      |  |
| Militärflugplatz Bien Hoa                        |                                                                 |      |      |  |
| Militärflugplatz Dong Hoi                        |                                                                 |      |      |  |
| Militärflugplatz Hoa Lac                         |                                                                 |      |      |  |
| Militärflugplatz Gia Lam                         |                                                                 | VVGL |      |  |
| Militärflugplatz Nha Trang                       | Nha Trang Air Base Sân bay Nha Trang                            | VVNT | NHA  |  |
| Militärflugplatz Anh Son                         |                                                                 |      |      |  |
| Militärflugplatz Thanh Son                       |                                                                 |      |      |  |
| Militärflugplatz Truong Sa                       |                                                                 |      |      |  |
| Militärflugplatz Yen Bai                         |                                                                 |      |      |  |